# 奧特平原
71°30′S 7°30′E / 71.500°S 7.500°E
奧特平原是南極洲的平原，位於毛德皇后地，北面是錫格德丘，南面是德里加爾斯基山脈，該平原根據挪威探險隊的測量和拍攝的空中照片被繪入地圖。